# Sophie Divry
Sophie Divry, nascuda a Montpeller l'any 1979, és una escriptora francesa. Viu a Lió. Entre el 2004 i el 2010 va ser periodista al diari La Décroissance. Es declara feminista i defensa la teoria que la literatura neix en moments d'adversitat. El 2014 va rebre una menció especial del Premi Wepler.